# 8922 Kumanodake
8922 Kumanodake è un asteroide della fascia principale. Scoperto nel 1996, presenta un'orbita caratterizzata da un semiasse maggiore pari a 2,2972617 UA e da un'eccentricità di 0,1103871, inclinata di 4,86893° rispetto all'eclittica.